# Bahnstrecke Erbach–Fehl-Ritzhausen
| Erbacher Brücke |                         |                                               |                                               |
| Streckennummer (DB): | 3732                    |                                               |                                               |
| Kursbuchstrecke (DB): | 251e (1963)             |                                               |                                               |
| Kursbuchstrecke: | 166h (1934) 194g (1946) |                                               |                                               |
| Streckenlänge: | 12 km                   |                                               |                                               |
| Spurweite: | 1435 mm (Normalspur)    |                                               |                                               |
| Maximale Neigung: | 17 ‰                    |                                               |                                               |
| |                         |                                               |                                               |
| Bundesland (D): | Rheinland-Pfalz         |                                               |                                               |
| Betriebsstellen und Strecken |                         |                                               |                                               |
| \| \| \| Oberwesterwaldbahn von Altenkirchen \| \| \| \| 0,0 \| Nistertal-Bad Marienberg \| 317 m \| \| \| \| (ehem. Erbach (Westerw)) \| \| \| \| \| Nister \| \| \| \| \| Oberwesterwaldbahn nach Limburg \| \| \| \| \| Nister, Viadukt \| \| \| \| 4,1 \| Hardt Ww.[2] \| Hardt Ww.[2] \| \| \| \| \| \| \| \| 5,9 \| Bad Marienberg Bis 1969 Marienberg-Langenbach[3] \| Bad Marienberg Bis 1969 Marienberg-Langenbach[3] \| \| \| \| \| \| \| \| 9,2 \| Großseifen \| Großseifen \| \| \| \| ehem. Westerwaldquerbahn von Montabaur \| \| \| \| 12,0 \| Fehl-Ritzenhausen \| 474 m \| \| \| \| ehem. Westerwaldquerbahn nach Herborn \| \| |                         |                                               |                                               |
| |                         | Oberwesterwaldbahn von Altenkirchen           |                                               |
| Bahnhof | 0,0                     | Nistertal-Bad Marienberg                      | 317 m                                         |
| Abzweig ehemals geradeaus und nach links · Strecke von rechts |                         | (ehem. Erbach (Westerw))                      | (ehem. Erbach (Westerw))                      |
| Brücke über Wasserlauf (Strecke außer Betrieb) · Brücke über Wasserlauf |                         | Nister                                        | Nister                                        |
| Kreuzung geradeaus unten (Strecke geradeaus außer Betrieb) · Strecke nach rechts |                         | Oberwesterwaldbahn nach Limburg               | Oberwesterwaldbahn nach Limburg               |
| Brücke über Wasserlauf (Strecke außer Betrieb) |                         | Nister, Viadukt                               | Nister, Viadukt                               |
| Haltepunkt / Haltestelle (Strecke außer Betrieb) | 4,1                     | Hardt Ww.                                     | Hardt Ww.                                     |
| |                         |                                               |                                               |
| Bahnhof (Strecke außer Betrieb) | 5,9                     | Bad Marienberg Bis 1969 Marienberg-Langenbach | Bad Marienberg Bis 1969 Marienberg-Langenbach |
| |                         |                                               |                                               |
| Bahnhof (Strecke außer Betrieb) | 9,2                     | Großseifen                                    | Großseifen                                    |
| Abzweig geradeaus und von rechts (Strecke außer Betrieb) |                         | ehem. Westerwaldquerbahn von Montabaur        | ehem. Westerwaldquerbahn von Montabaur        |
| Bahnhof (Strecke außer Betrieb) | 12,0                    | Fehl-Ritzenhausen                             | 474 m                                         |
| |                         | ehem. Westerwaldquerbahn nach Herborn         |                                               |

Die Bahnstrecke Erbach–Fehl-Ritzhausen war eine eingleisige, nicht elektrifizierte Bahnverbindung in Rheinland-Pfalz. Sie verband Erbach an der Oberwesterwaldbahn Limburg–Altenkirchen im Westen mit Fehl-Ritzhausen an der Westerwaldquerbahn Montabaur–Herborn im Osten. Damit erhielt die Kreisstadt des Oberwesterwaldkreises, Marienberg, einen eigenen Bahnhof. Ein besonderes Bauwerk war das Viadukt über die Nister.

## Geschichte
Marienberg war ab dem 1. Oktober 1886 indirekt an das Eisenbahnnetz angeschlossen – über den ca. 4 km westlich gelegenen Bahnhof Erbach am zweiten Abschnitt der Bahnstrecke Limburg–Altenkirchen. Am 16. Juli 1907 wurde mit dem Abschnitt Rennerod–Westerburg der Westerwaldquerbahn auch eine Stichstrecke von Fehl-Ritzhausen über Großseifen nach Marienberg eröffnet.
Die direkte Anbindung der Kreisstadt Bad Marienberg an die Oberwesterwaldbahn in Erbach, die nun für den Verkehr mit dem nördlichen Kreisgebiet (um Hachenburg) unverzichtbar erschien, war etwas schwieriger. Wegen geologischer Probleme im Gelände rechts der Nister oberhalb von Erbach und der ungünstigen Steigungsverhältnisse musste die Trasse zunächst nach Süden ausgeschwenkt und nach Unterquerung der Oberwesterwaldbahn in einem großen Bogen wieder in nördlicher Richtung geführt werden.

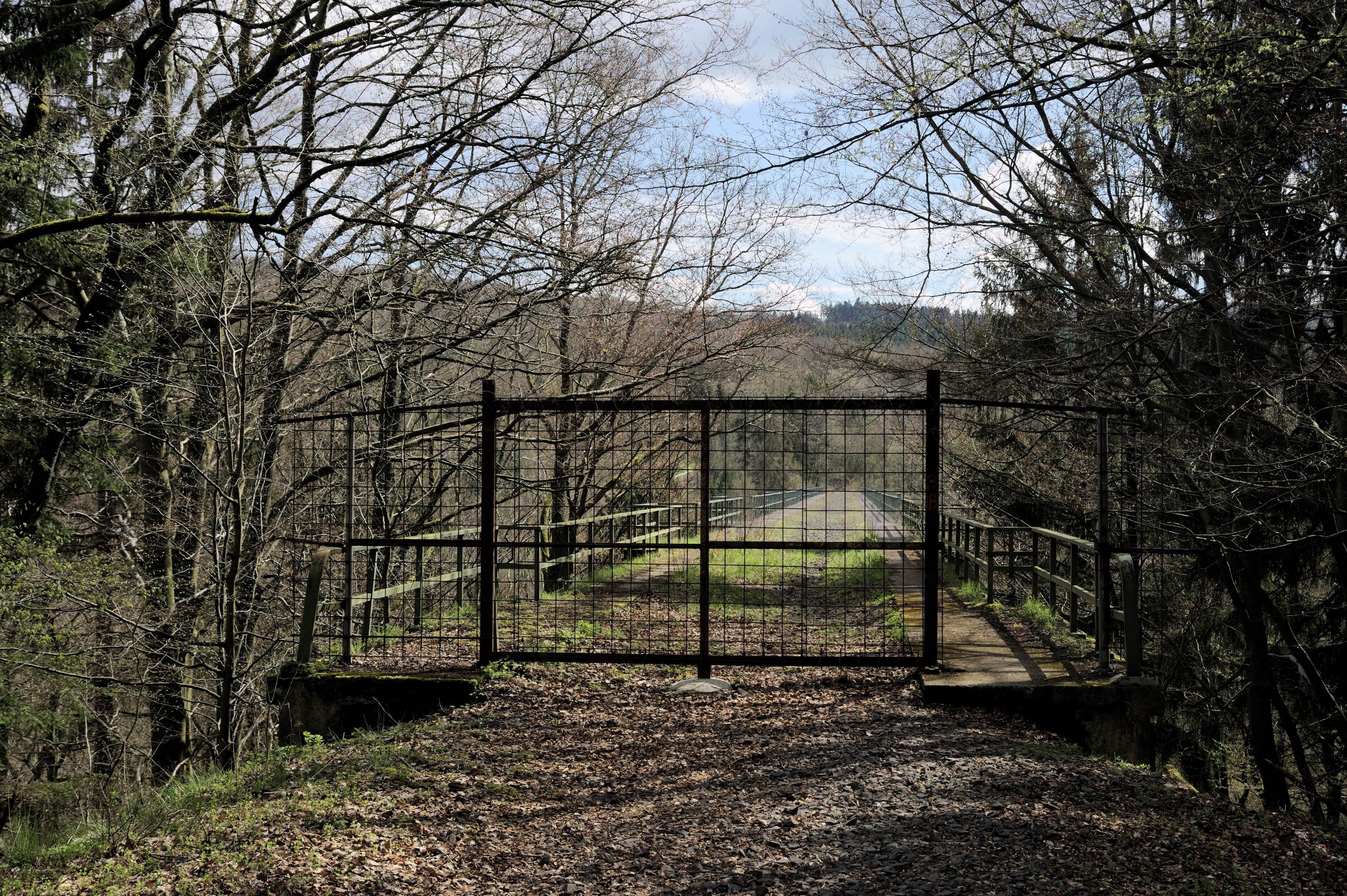
Nördliches Ende der Erbacher Brücke

Auf dem Weg nach Hardt überquert die Trasse rund 700 m südwestlich der Hardtermühle das Tal der Nister auf einem elfbogigen, rund 300 m langen und rund 40 m hohen Viadukt, dem damals größten Bauwerk aus Stampfbeton in Deutschland, das in nur sechs Monaten Bauzeit durch die Bauunternehmung Hüser & Cie. (Oberkassel) errichtet wurde. Am 31. August 1911 wurde die Verbindungsstrecke eröffnet.
1948 wurde der Bahnhof Großseifen zum Haltepunkt herabgestuft, die Betreuung der Reisenden erfolgte durch eine „Agentur“. Das ließ sich aber nicht halten, da das Verkehrsaufkommen zu hoch war. Noch im gleichen Jahr wurde die Maßnahme wieder rückgängig gemacht. Zum 24. November 1949 wurde der Haltepunkt Hardt (Ww) in Betrieb genommen.
Nach 1952 kamen Uerdinger Schienenbusse zum Einsatz. 1955 wurde die Zugsicherung auf der Strecke auf vereinfachten Nebenbahndienst umgestellt. 1957 erfolgte die umfassende Sanierung des Viadukts, wobei nun filigrane Stahl-Geländer die massiven Beton-Brüstungen ersetzten. Der Verkehr war recht rege, 1963 verkehrten werktags zehn Zugpaare, dazu jeweils ein Zug Erbach–Marienberg und Fehl-Ritzhausen–Marienberg, sonntags waren es neun Zugpaare. Zum Sommerfahrplan 1969 wurde der Bahnhof Marienberg-Langenbach in Bad Marienberg umbenannt.
Am 26. September 1971 wurde der Personenverkehr auf der gesamten Strecke und der Güterverkehr zwischen Marienberg und Fehl-Ritzhausen eingestellt. Am 1. Juli 1996 wurde der verbliebene Abschnitt, der bis zum Jahresende 1994 – wenn auch nur sporadisch – noch im Güterverkehr bedient wurde, stillgelegt.
Die Trasse ist weitgehend erhalten und dient heute als Rad- und Wanderweg bis zum Nistertalviadukt. Das Viadukt steht unter Denkmalschutz. Es kann von Wanderern und Radfahrern überquert werden, nachdem der Bewuchs entfernt und das Betretungsverbot aufgehoben wurde.